# Музей мистецтв і ремесел (Париж)
Музей мистецтв і ремесел (фр. Musée des arts et métiers) — найстаріший технічний музей Європи, заснований в Парижі в 1794 році абатом Ґреґуаром.

## Історія музею
Церква Сен-Марте́н-де-Шан (фр. Saint-Martin-des-Champs — «Святий Мартин на Полях») побудована на місці старої церкви епохи Меровінгів. За легендою цю церкву було зруйновано під час норманських навал. Точних свідчень про це не збереглося, але достовірно відомо, що в середині XI століття Генріх I віддає розпорядження відбудувати на цьому місці «другу церкву». Побудована в 1059—1060 роках церква переходить в 1076 році до ордена Клюні.
Абатство Клюні проіснувало до Французької революції. У 1794 році абат Анрі Грегуар пропонує Національному конвенту проєкт створення Консерваторії мистецтв і ремесел (фр. Conservatoire national des arts et métiers), CNAM), метою якої стане «вивчення і збереження машин та інструментів, креслень, і моделей, книг і різноманітної документації всіх існуючих мистецтв і ремесел». Затверджена Конвентом Консерваторія негайно стає новою власницею великої кількості конфіскованих під час революції приватних технічних колекцій. Після тривалих пошуків приміщення для нового музею, в 1798 році для колекції Консерваторії виділяється приміщення церкви Сен-Мартен-де-Шан.
Будівля церкви, що істотно постраждала під час революції, потребувала значного ремонту, і музей вперше відкриває свої двері для широкої публіки лише в 1802 році. З самого зародження музею одним із його принципів стала інтерактивність — працівники музею не тільки показували, але й пояснювали відвідувачам, як працюють виставлені в музеї механізми. Одночасно відкривається однойменний навчальний заклад, професори якого читають лекції з різних галузей техніки і технології, а слухачі мають можливість практикувати отримані знання на виставлених в музеї машинах. Інститут CNAM існує до тепер і є одним з найпрестижніших навчальних закладів Франції та найпопулярнішим навчальним закладом для студентів, які поєднують навчання з роботою (вечірнє та заочне відділення). Його філії відкриті в багатьох містах Франції.

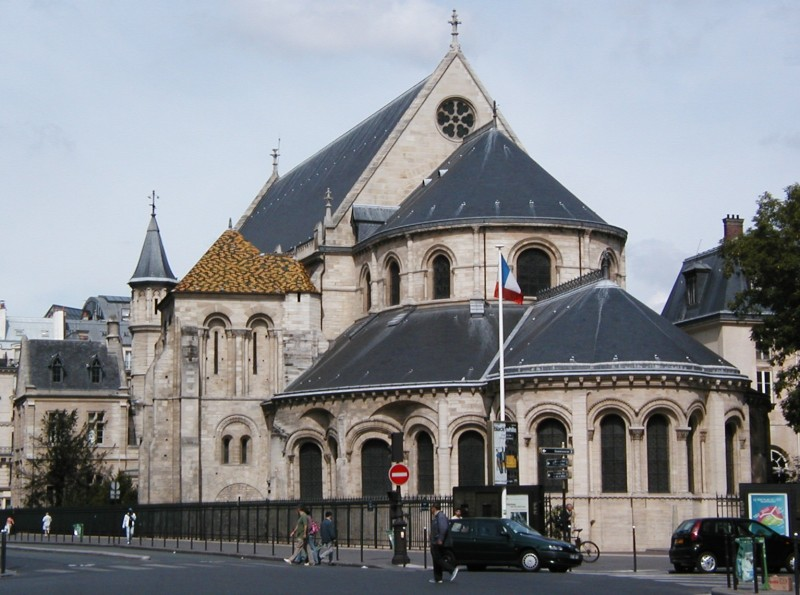
Церква Сен-Мартен-де-Шан

У 1830 році під впливом технічної революції консерваторія реформується. З музею прибирають колекції сільськогосподарських і ткацьких машин, замінюючи їх на моделі й креслення сучасніших машин: парової, ковальської, машини Рада для виробництва цукру, машини для виготовлення паперу й багатьох інших.
Розвиток техніки в XX столітті породив безліч нових тем: від автомобіля до підкорення космосу. У 1990-х роках сценографія музею була повністю перебудована, що дозволило органічно включити ці теми у вже існуючу багату колекцію музею.

### Музей профілактики виробничих травм
24 вересня 1904 при CNAM відкривається музей профілактики виробничих травм (фр. Musée de la prévention des accidents du travail et d'hygiène industrielle), що існує й досі.

## Музей в літературі
У приміщенні музею починається й закінчується оповідь роману Умберто Еко «Маятник Фуко».

## Постійна колекція
Колекція музею поділяється на 7 частин:
- Наукові та вимірювальні інструменти
- Матеріали
- Будівництво
- Комунікації
- Енергія
- Механіка
- Транспорт

Кожен із розділів музею організований за хронологічним принципом.

## Галерея

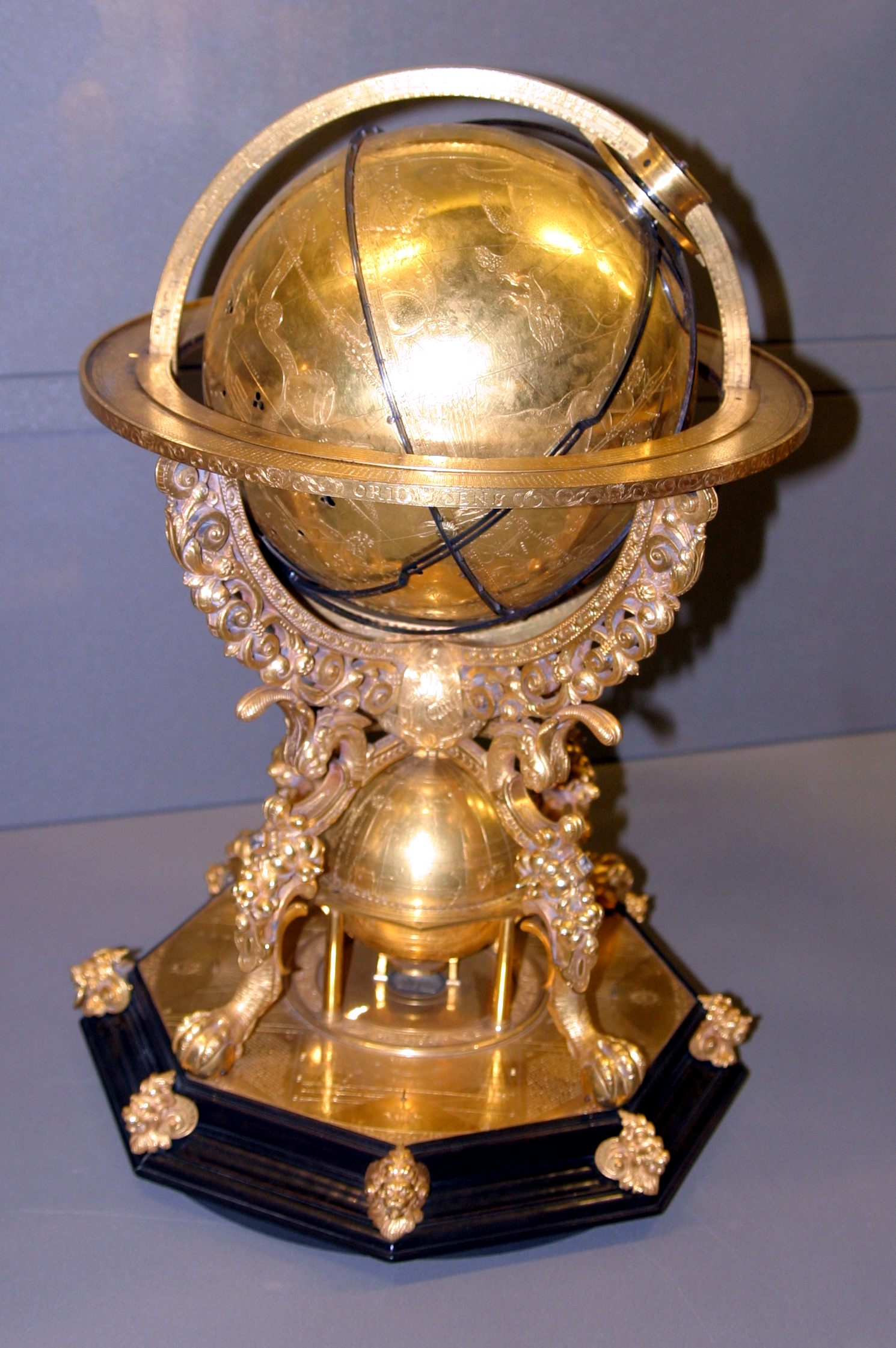
Глобус, експонат музею
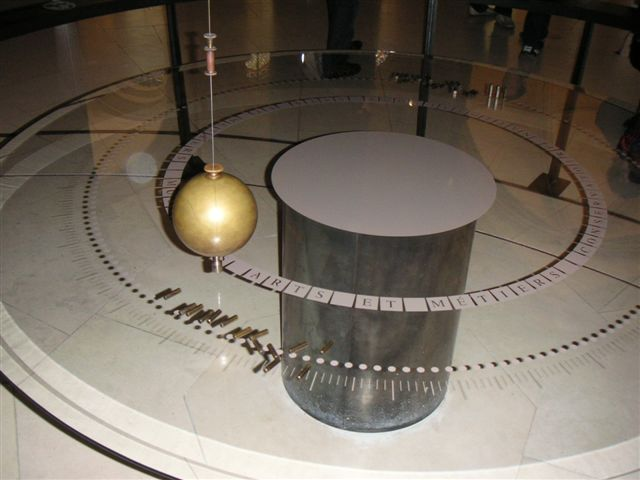
Маятник Фуко
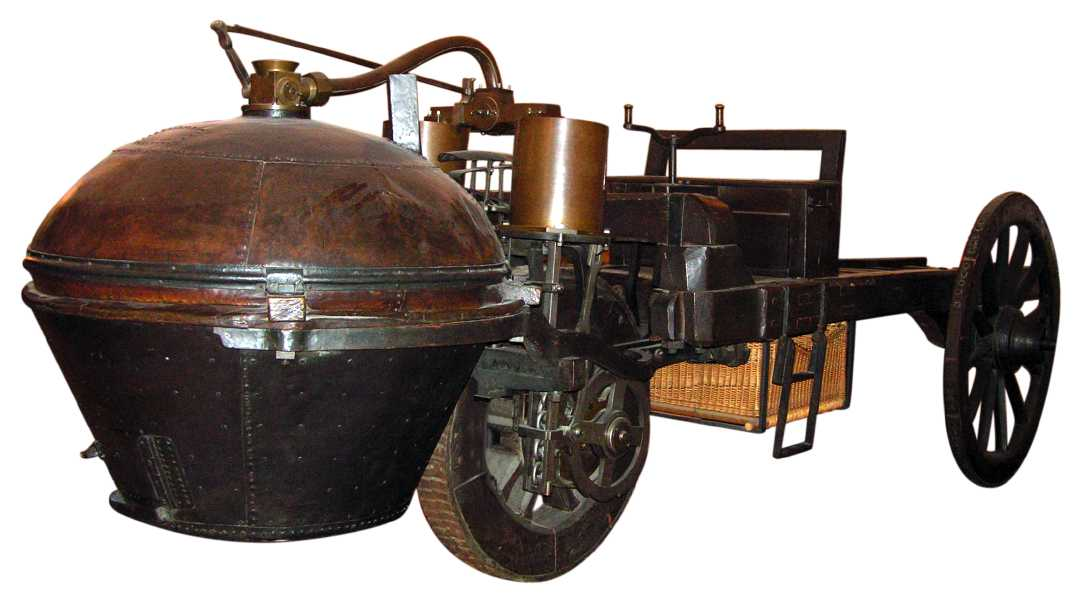
Перший автомобіль («вогнений віз») винахідника Ніколи-Жозефа Кюньо
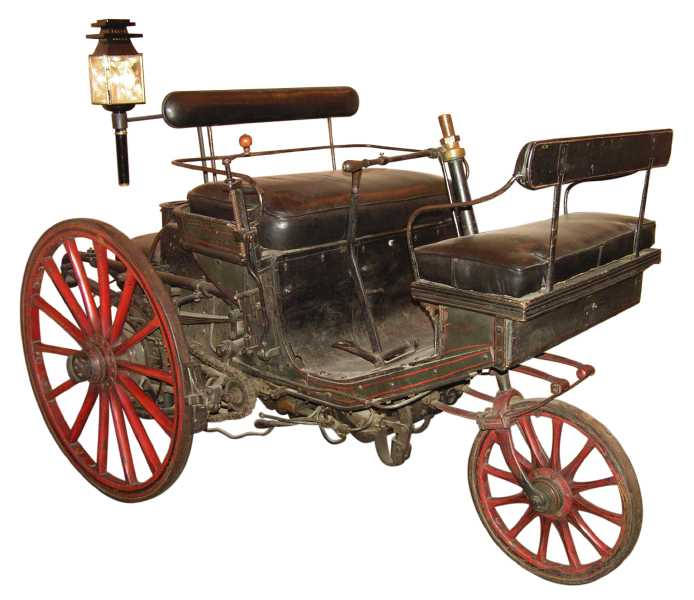
Трицикл винахідника Серполле́ (Serpollet)
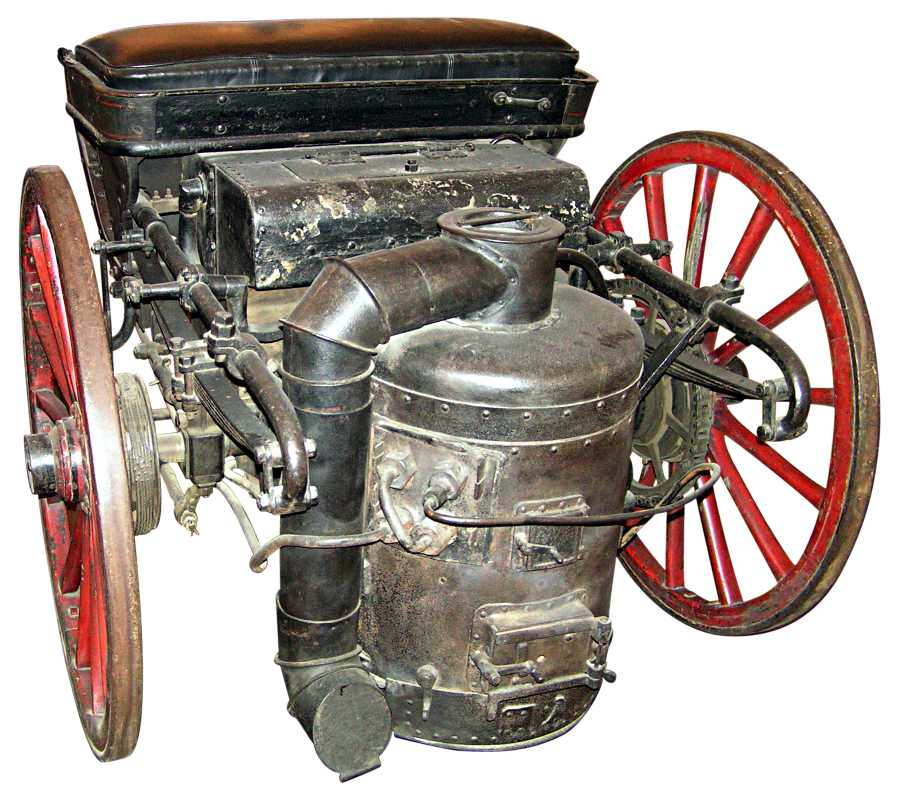
Мотор винахідника Серполле
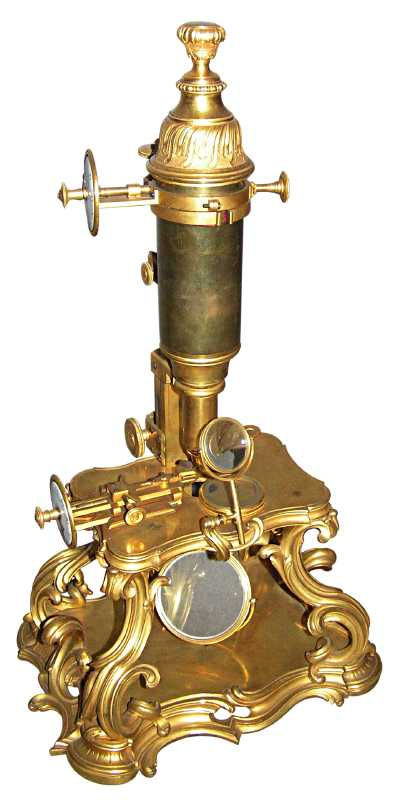
Мікроскоп
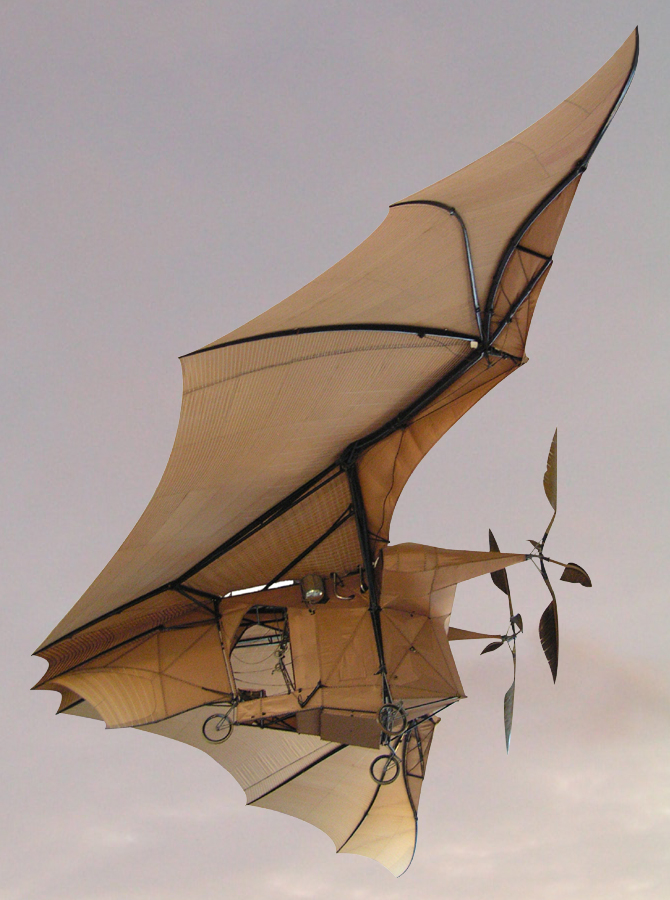
«Авіон» — літак Клемана Адера (Clément Ader)
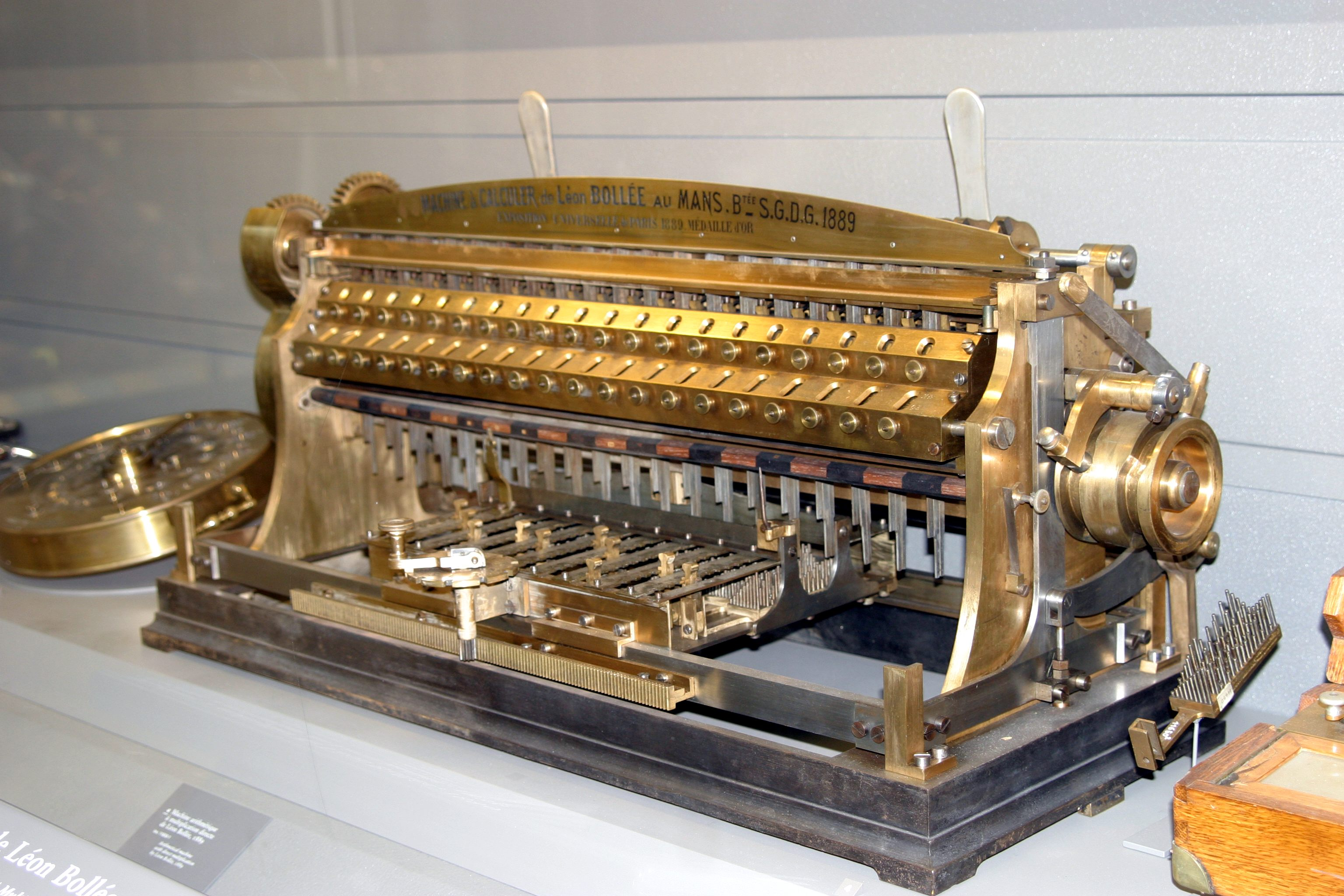
Машина Леона Болле (Léon Bollée)
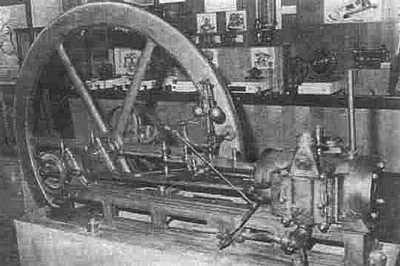
Газовий двигун Етьєна Ленуара

## Практична інформація
Музей відкритий щодня крім понеділків та святкових днів.
Години роботи: з 10:00 до 18:00, у четвер до 21:30.
Щосереди і щосуботи для охочих відкриті технічні гуртки.